# Arturo Yamasaki

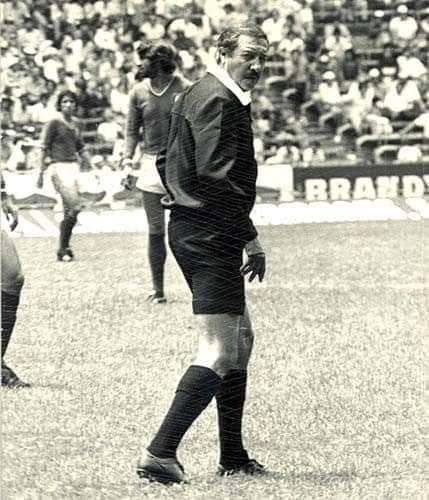
Arturo Yamasakir

Arturo Maximo Yamasaki Maldonado (* 11. Mai 1929 in Lima, Peru; † 23. Juli 2013 in Mexiko-Stadt) war ein peruanisch-mexikanischer Fußballschiedsrichter. Bis 1966 repräsentierte er den peruanischen Fußballverband. Anschließend emigrierte er nach Mexiko und nahm dort auch die Staatsbürgerschaft an.

## Leben und Karriere
Arturo Yamasaki pfiff insgesamt fünf Spiele bei den Fußball-Weltmeisterschaften in Chile (1962), England  (1966) und Mexiko (1970). Unter anderem war ihm das Viertelfinalspiel zwischen Jugoslawien und Deutschland am 10. Juni 1962 in Chile anvertraut worden, das die deutsche Elf 0:1 verlor.
Bekanntheit erlangte Yamasaki als Schiedsrichter des sogenannten Jahrhundertspiels zwischen Italien und Deutschland am 17. Juni 1970 während der Fußball-WM in Mexiko. Nach Meinung deutscher Spieler pfiff Yamasaki sehr einseitig und begünstigte die Italiener. Uwe Seeler schrieb in seinen Lebenserinnerungen unter dem Titel Danke, Fußball (2003):

„Wir merkten, dass der Schiedsrichter Yamasaki […] ganz auf Seiten der Italiener stand. Die Gangart wurde immer härter, wir warfen nach der Pause alles nach vorn. Aber die italienische Abwehr stand wie eine Mauer. In der 67. Minute wurde Beckenbauer von Pierluigi Cera gefoult. Ein klarer Elfmeter, waren sich die Zuschauer einig! Aber Schiedsrichter Arturo Yamasaki hatte das Foul außerhalb des Strafraums gesehen. Wir umringten den Schiedsrichter und protestierten, während Beckenbauer am Boden liegen blieb: Er hatte sich die rechte Schulter ausgerenkt.“

Fernsehaufzeichnungen dieser Szene, in der sich Beckenbauer verletzte, können allerdings einen Elfmeter nicht rechtfertigen. Der ehemalige Bundestrainer Sepp Herberger befand beim Vorführen der Zeitlupenbilder im Fernsehen, dass die Entscheidungen des Schiedsrichters unparteiisch waren.
Einen weiteren Karrierehöhepunkt stellte das dreifach ausgetragene Finale zwischen CA Independiente und Peñarol Montevideo bei der Copa Libertadores 1965 dar, bei dem Yamasaki innerhalb von sechs Tagen alle drei Spiele pfiff, die in drei verschiedenen Ländern ausgetragen wurden.
Nach Beendigung seiner aktiven Laufbahn stand Arturo Yamasaki der Schiedsrichterkommission des mexikanischen Fußballverbandes vor.